# Unión Internacional de Asociaciones de Guías de Montaña

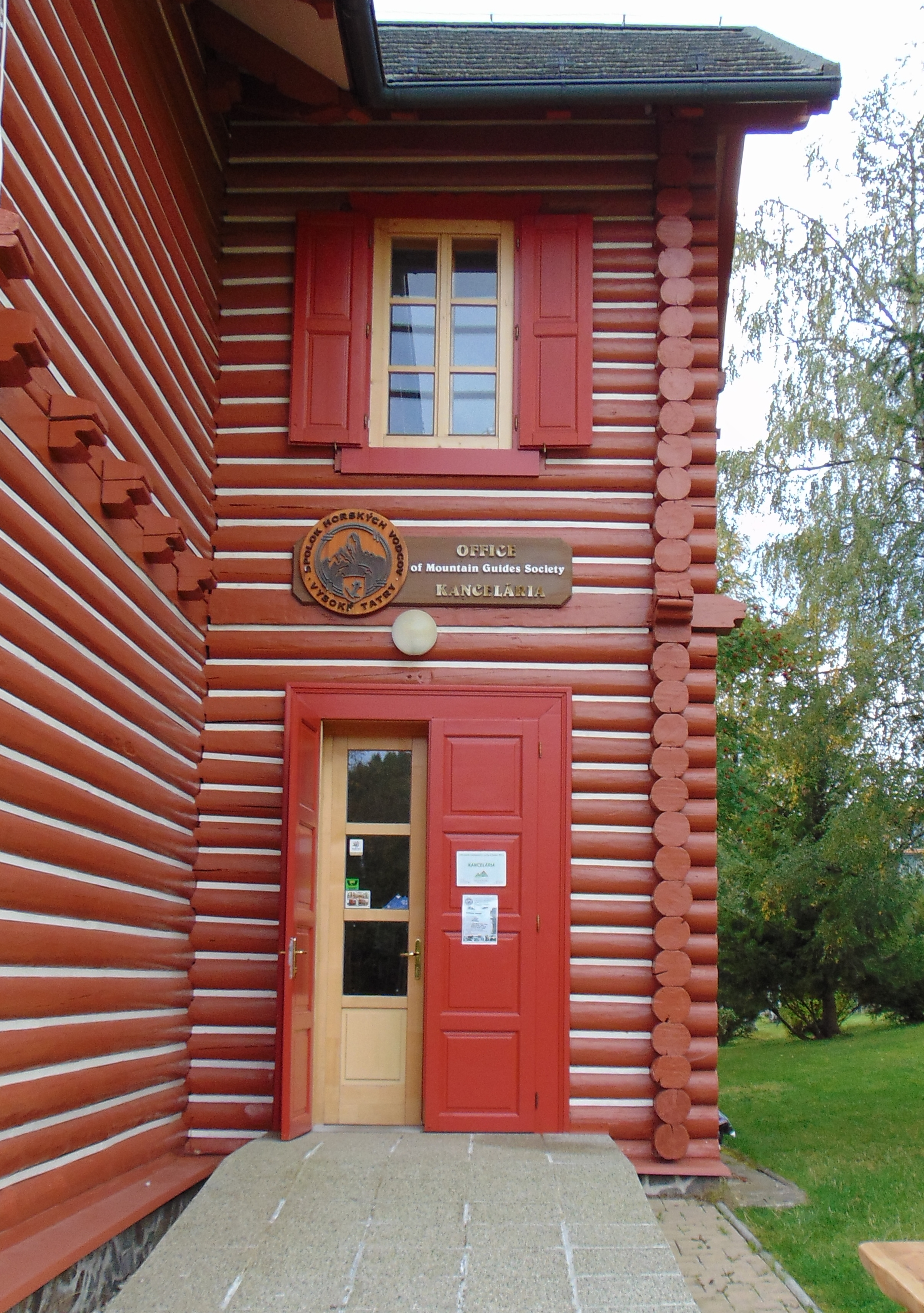
Cabañas de la asociación

La Unión Internacional de Asociaciones de Guías de Montaña es la Federación Internacional de Asociaciones de Guías de Montaña, conocida alternativamente por su abreviatura en francés, alemán y castellano:
- UIAGM, Union Internationale des Associations de Guides de Montagnes (francés)
- IVBV, Internationale Vereinigung der Bergführerverbande (alemán)
- IFMGA, International Federation of Mountain Guide Associations  (inglés)
- UIAGM, Unión Internacional de Asociaciones de Guías de Montaña (castellano)

## Historia
En 1965 en Zermatt (Suiza) los representantes de las asociaciones de guías de la montaña de Italia, Francia, Austria y Suiza decidieron poner las bases para una federación internacional de todas las asociaciones de guías de la montaña. Los primeros estatutos se desarrollaron en 1966.
Los propósitos de la federación son:
- Mejora de las leyes para los guías de montaña con el fin de promover en lo posible una formación profesional uniforme, y para facilitar la práctica de la profesión de guía de la montaña en el extranjero, entre otras cosas, al emitir un documento internacional común de identificación.
- Cuando sea requerido, servir como tribunal de arbitraje, en lo que le compete, y sirva para mediar en el caso de asuntos entre sus miembros y terceros.
- Para estudiar problemas de naturaleza general y económica que afecta la profesión de guías de montaña.
- Para promover un encuentro más cercano de camaradería e intercambio de ideas entre los guías de montaña de todas las  naciones.

En América del Sur, el 2005 se creó la Unión Sudamericana de Asociaciones de Guías de Montaña (USAGM), cada año se organiza una reunión anual, con la participación de un representante por cada país más un representante de la UIAGM.

## Países miembros
Las asociaciones miembros o candidatas vienen de los países siguientes:
| País            | Nombre                                                    | Acrónimo | Año  | Ref.   |
| --------------- | --------------------------------------------------------- | -------- | ---- | ------ |
| Alemania        | Verband Deutscher Berg- und Skiführer                     | VDBS     |      | [ 3 ]  |
| Argentina       | Asociación Argentina de Guías de Montaña                  | AAGM     |      | [ 4 ]  |
| Austria         | Verband der Oesterreichischen Berg- und Skiführer         | VÖBS     |      | [ 5 ]  |
| Bolivia         | Asociación de Guías de Montaña y Trekking Bolivia         | AGMTB    |      |        |
| Canadá          | Association of Canadian Mountain Guides                   | ACMG     |      |        |
| España          | Asociación Española de Guías de Montaña                   | AEGM     |      |        |
| Eslovenia       | Združenje gorskih vodnikov Slovenije                      | ZGVS     |      |        |
| Eslovaquia      | Národná asociácia horských vodcov Slovenskej republiky    | NAHVSR   |      |        |
| Estados Unidos  | American Mountain Guides Association                      | AMGA     |      |        |
| Francia         | Syndicat national des guides de montagne                  | SNGM     |      |        |
| Reino Unido     | British Association of Mountain Guides                    | BMG      |      |        |
| Italia          | Valle de Aosta, Unione Valdostana Guide Alta Montagna     | UVGAM    |      | [ 6 ]  |
| Italia          | Tirol del Sur, Verband der Südtiroler Berg- und Skiführer | VSBS     |      | [ 7 ]  |
| Italia          | Collegio Nazionale Guide Alpine Italiane                  | CONAGAI  |      | [ 8 ]  |
| Japón           | Japan Mountain Guides Association                         | JFMGA    |      |        |
| Noruega         | Norske Tindevegledere                                     | NORTIND  |      |        |
| Nueva Zelanda   | New Zealand Mountain Guides Association                   | NZMGA    |      |        |
| Perú            | Asociación de Guías de Montaña del Perú                   | AGMP     |      |        |
| Polonia         | Polskie Stowardzyszenie Przewodnikow Wysokogorskich       | PSPW     |      |        |
| República Checa | Český spolek horských průvodců                            | ČAHV     |      |        |
| Suecia          | Svenska Bergsguideorganisatione                           | SBO      |      |        |
| Suiza           | Schweizerischer Bergführerverband                         | SBV      |      |        |
| Nepal           | Nepal Mountaineering Association - NMA                    | NNMGA    | 2012 | [ 9 ]  |
| Ecuador         | Asociación Ecuatoriana de Guías de Montaña                | ASEGUIM  | 2017 | [ 10 ] |
| Kirguistán      | Kirguistán Mountain Guide Assosiation                     | KMGA     | 2017 | [ 11 ] |

Asociaciones candidatas:
- Georgia Georgian Mountain Guide Association GMGA (candidato)
- Rusia Russian Mountain Guide Association (candidato)[12]